# Lucius Horatius Barbatus
Pour les articles homonymes, voir Horatius Barbatus.
Lucius Horatius Barbatus est un homme politique de la République romaine, tribun militaire à pouvoir consulaire en 425 av. J.-C.

## Famille
Il est membre des Horatii Barbati, branche de la gens Horatia. Il est le fils de Marcus Horatius Barbatus et le petit-fils d'un Marcus Horatius. Son nom complet est Lucius Horatius M.f. M.n. Barbatus.

## Biographie

### Tribunat consulaire (425)
En 425 av. J.-C., Barbatus est peut-être élu tribun militaire à pouvoir consulaire avec Lucius Quinctius Cincinnatus, Lucius Furius Medullinus et Aulus Sempronius Atratinus. Toutefois, Diodore de Sicile ne cite pas son nom, ce qui amène à penser qu'il n'y a pas eu quatre mais trois tribuns consulaires cette année et que le nom d'Horatius n'est peut-être pas authentique. Véies se voit accorder une trêve de vingt ans tandis que les Èques obtiennent trois ans de trêve,.